# Gråstenskovene
Gråstenskovene er et skovområde i Sønderjyllands amt. Gråstenskovene er statsejede og administreres af Skov- og Naturstyrelsen ved Gråsten Statsskovdistrikt. Skovene ligger i et bakket landskab og er rige på plante- og dyreliv, heriblandt en rig bestand af råvildt. Gråstenskovene støder op til den smukke slotspark ved Gråsten Slot.
I Gråstenskovene findes en udvalgt frøkilde af Rød-El, som hedder "fk. Gråsten".
Desuden findes her en bronzealderhøj, der kaldes Hjertehøj.
|  | Denne artikel om lokaliteten Gråstenskovene kan blive bedre, hvis der indsættes et (bedre) billede. Du kan hjælpe ved at afsøge Wikimedia Commons for et passende billede eller lægge et op på Wikimedia Commons med en af de tilladte licenser og indsætte det i artiklen. |

54°55′20″N 9°33′42″Ø / 54.9221°N 9.5617°Ø